# 天主教戈麥斯帕拉西奧教區
天主教戈麥斯帕拉西奧教區（拉丁語：Dioecesis Gomez-Palaciensis）是墨西哥一個天主教教區，位於中北部杜蘭戈州東部。此教區屬杜蘭戈總教區。
2008年11月25日升為教區。2011年有教友464,000人，佔總人口80.0%。有卅九個堂區、司鐸五十二人。現任教區主教為喬治·埃斯特拉達-索洛爾薩諾。